# Produkt von Moduln
In vielen Gebieten der Mathematik spielen direkte Produkte und Koprodukte der betrachteten Objekte eine besondere Rolle. Die Konstruktion solcher Produkte von Objektfamilien fußt oft auf dem kartesischen Produkt von Mengen.
In der Mengenlehre wird das kartesische Produkt einer Familie von Mengen {\displaystyle (A_{i}|i\in I)} folgendermaßen definiert:
{\displaystyle {\begin{aligned}\prod _{i\in I}A_{i}:&=\{a:I\rightarrow \bigcup _{i\in I}A_{i}|a(i)\in A_{i}\quad \forall i\in I\}\end{aligned}}}
Sind die {\displaystyle A_{i}} alles Rechtsmoduln über dem unitären Ring {\displaystyle R}, so hat {\displaystyle \textstyle \prod _{i\in I}A_{i}} eine Modulstruktur. Dies ist ein Produkt von Moduln, das Produkt der Modulfamilie {\displaystyle (A_{i}|i\in I)}.

## Definition des Produktes

### Produkt von Moduln
Ist {\displaystyle (A_{i}|i\in I)} eine Familie von Rechtsmoduln über dem Ring {\displaystyle R} so heißt {\displaystyle \textstyle \prod _{i\in I}A_{i}} das Produkt der Moduln. Ist {\displaystyle \textstyle a\in \prod _{i\in I}A_{i}}, so heißt {\displaystyle a(i)} die {\displaystyle i}-te Komponente von {\displaystyle a}. Das Produkt {\displaystyle \textstyle \prod _{i\in I}A_{i}} erhält durch die folgenden beiden Verknüpfungen eine Modulstruktur.
{\displaystyle {\begin{aligned}+&:\prod \limits _{i\in I}A_{i}\times \prod \limits _{i\in I}A_{i}\ni (a,b)\mapsto a+b\in \prod \limits _{i\in I}A_{i},\quad {\mbox{ wobei }}(a+b)(i):=a(i)+b(i),\,i\in I\\\cdot &:\prod \limits _{i\in I}A_{i}\times R\ni (a,r)\mapsto a\cdot r\in \prod \limits _{i\in I}A_{i},\quad {\mbox{ wobei }}(a\cdot r)(i):=a(i)\cdot r,\,i\in I\end{aligned}}}
Ist die Funktion {\displaystyle \textstyle a\in \prod _{i\in I}A_{i}}, so schreibt man dafür oft {\displaystyle (a_{i})}, analog wie das bei reellen Zahlenfolgen üblich ist. Dabei ist {\displaystyle a_{i}=a(i)} die {\displaystyle i}-te Komponente. Man addiert also komponentenweise und mit den Skalaren wird komponentenweise multipliziert.

### Universelle Eigenschaft des Produktes
Ist {\displaystyle \textstyle \prod _{i\in I}A_{i}} das Produkt der Moduln {\displaystyle A_{i}} so bilden die Funktionen {\displaystyle \pi _{i}\colon \prod \limits _{i\in I}A_{i}\ni (a_{i})\mapsto a_{i}\in A_{i}}
das Produkt {\displaystyle \textstyle \prod _{i\in I}A_{i}} epimorph auf {\displaystyle A_{i}} ab. Sie heißen Projektionen.
Das Paar {\displaystyle \textstyle (\prod _{i\in I}A_{i},(\pi _{i},i\in I))} hat die folgende Eigenschaft:
Zu jedem Rechtsmodul {\displaystyle X} über {\displaystyle R} und jeder Familie von Homomorphismen {\displaystyle f_{i}:X\rightarrow A_{i}} gibt es genau einen Homomorphismus {\displaystyle \textstyle f\colon X\to \prod _{i\in I}A_{i}}, so dass {\displaystyle \pi _{i}\circ f=f_{i}} für alle {\displaystyle i\in I} gilt.
In der Kategorientheorie nennt man eine solche Eigenschaft universell, sie kennzeichnet das Produkt von Objekten bis auf Isomorphie, das heißt:
Ist {\displaystyle P} ein Modul und {\displaystyle p_{i}\colon P\rightarrow A_{i}} eine Familie von Homomorphismen und gibt es zu jedem Modul {\displaystyle X} und jeder Familie {\displaystyle f_{i}\colon X\to A_{i}} von Homomorphismen genau ein {\displaystyle f\colon X\to P} mit {\displaystyle p_{i}\circ f=f_{i}}, so ist {\displaystyle \textstyle P\cong \prod _{i\in I}A_{i}}. Ein Diagramm zu dieser Situation sieht so aus:
Die oben angegebene Konstruktion zusammen mit dem Nachweis der universellen Eigenschaft fasst man auch kurz so zusammen: In der Kategorie der Moduln gibt es Produkte.

### Produkt und Hom Funktor
Ist {\displaystyle p_{i}\colon P\rightarrow A_{i}} eine Familie von Homomorphismen, so ist
{\displaystyle P} genau dann ein Produkt der Familie {\displaystyle (A_{i}|i\in I)}, wenn der
Homomorphismus
{\displaystyle {\begin{aligned}Hom(M,P)\ni f&\mapsto (p_{i}\circ f)\in \prod _{i\in I}Hom(M,A_{i})\end{aligned}}}
für alle Rechtsmoduln {\displaystyle M} ein Isomorphismus ist. Insbesondere ist:
{\displaystyle {\begin{aligned}\Phi (M)\colon Hom(M,\prod _{i\in I}A_{i})\ni f&\mapsto (\pi _{i}\circ f)\in \prod _{i\in I}Hom(M,A_{i})\end{aligned}}}
eine natürliche Transformation, die für jeden Modul {\displaystyle M} ein Isomorphismus ist. {\displaystyle \Phi (M)} ist ein funktorieller Isomorphismus.

### Beispiele, Bemerkungen, Bezeichnungen
1. Ist für alle {\displaystyle i\in I:A_{i}=A}, so schreibt man {\displaystyle \textstyle A^{I}:=\prod _{i\in I}A_{i}} und nennt dies eine Potenz von {\displaystyle A}.
2. Für jede Indexmenge {\displaystyle I} ist {\displaystyle R^{I}} sogar ein Ring, wenn man komponentenweise multipliziert. {\displaystyle R^{I}} ist auf der linken und rechten Seite ein Modul über dem Ring {\displaystyle R}. Die Diagonalabbildung{\displaystyle R\ni r\mapsto (r)\in R^{I}} ist ein Homomorphismus der Ringe und der Moduln. Dabei sind alle Komponenten von {\displaystyle (r)} gleich r.
3. Ist {\displaystyle U_{i}\hookrightarrow A_{R}} eine Familie von Untermoduln, so gibt es einen eindeutig bestimmten Homomorphismus {\displaystyle \textstyle f:A\rightarrow \prod _{i\in I}A/U_{i}} mit {\displaystyle \pi _{i}\circ f=p_{i}}. Dabei ist {\displaystyle (p_{i}|i\in I)} die Familie der kanonischen Homomorphismen von {\displaystyle A_{R}} auf die Faktormoduln {\displaystyle A/U_{i}}. Der Kern dieses Homomorphismus ist {\displaystyle \textstyle \bigcap \limits _{i\in I}U_{i}}.
4. Sind {\displaystyle (A_{i}|i\in I)} und {\displaystyle (B_{i}|i\in I)} zwei Familien von Moduln und ist {\displaystyle f_{i}\colon A_{i}\rightarrow B_{i}} eine Familie von Homomorphismen, so ist die Abbildung {\displaystyle \textstyle \prod f_{i}\colon \prod _{i\in I}A_{i}\ni (a_{i})\mapsto (f_{i}(a_{i}))\in \prod _{i\in I}B_{i}} ein Homomorphismus. Es ist {\displaystyle \textstyle \operatorname {Kern} (\prod f_{i})=\prod _{i\in I}\operatorname {Kern} (f_{i})}. Weiter ist {\displaystyle \textstyle \operatorname {Bild} (\prod _{i\in I}f_{i})=\prod _{i\in I}\operatorname {Bild} (f_{i})}.
5. Ist auch {\displaystyle \textstyle (C_{i}|i\in I)} eine Familie von Moduln und ist für alle {\displaystyle i\in I} die Folge {\displaystyle \textstyle A_{i}{\stackrel {f_{i}}{\rightarrow }}B_{i}{\stackrel {g_{i}}{\rightarrow }}C_{i}} exakt, so ist {\displaystyle \prod _{i\in I}A_{i}{\stackrel {\prod f_{i}}{\rightarrow }}\prod _{i\in I}B_{i}{\stackrel {\prod g_{i}}{\rightarrow }}\prod _{i\in I}C_{i}} exakt.
6. Sind {\displaystyle A,Q} Rechtsmoduln, so gibt es einen eindeutig bestimmten Homomorphismus {\displaystyle g:A\rightarrow Q^{Hom(A,Q)}} mit {\displaystyle \pi _{f}\circ g=f} für alle {\displaystyle f\in Hom_{R}(A,Q)}. Es ist {\displaystyle \textstyle \operatorname {Kern} (g)=\bigcap _{f\in Hom(A,Q)}Kern(f)}. Ist {\displaystyle S=Hom_{R}(A,A)} der Endomorphismenring von {\displaystyle A}, so ist {\displaystyle \operatorname {Kern} (g)} auf der linken Seite ein S– Untermodul von {\displaystyle _{S}A}. Ist {\displaystyle \operatorname {Kern} (g)=\{0\}} so koerzeugt  der Modul {\displaystyle Q_{R}} den Modul {\displaystyle A_{R}}. Ein Modul, der alle Rechtsmoduln koerzeugt heißt Kogenerator. Der Modul {\displaystyle Q_{R}} ist daher ein Kogenerator, wenn es zu jedem Rechtsmodul {\displaystyle A_{R}} einen Monomorphismus {\displaystyle A\rightarrow Q^{I}} gibt, für eine gewisse Indexmenge {\displaystyle I}[2].
7. Ist {\displaystyle A} eine abelsche Gruppe, so ist {\displaystyle A} torsionsfrei genau dann, wenn {\displaystyle A} von {\displaystyle \mathbb {Q} } koerzeugt wird.[3]
8. {\displaystyle \mathbb {Q} /\mathbb {Z} } ist ein Kogenerator in der Kategorie der abelschen Gruppen. Dies ist nicht mehr ganz einfach. Es setzt die Theorie der injektiven Moduln voraus. Siehe dazu zum Beispiel[4]

## Koprodukt von Moduln
Eine Funktion {\displaystyle \textstyle f\colon I\rightarrow \bigcup _{i\in I}A_{i}\,,f(i)\in A_{i}} heißt endlichwertig, wenn {\displaystyle \textstyle f(i)\neq 0} nur für endlich viele {\displaystyle \textstyle i\in I} gilt. Man meint dasselbe, wenn man sagt {\displaystyle \textstyle f(i)=0} für fast alle {\displaystyle \textstyle i\in I}. Die Menge der endlichwertigen Abbildungen aus {\displaystyle \textstyle \prod _{i\in I}A_{i}} wird Koprodukt (oder äußere direkte Summe) der Familie {\displaystyle \textstyle (A_{i}|i\in I)} genannt und mit {\displaystyle \textstyle \coprod _{i\in I}A_{i}} bezeichnet. {\displaystyle \textstyle \coprod _{i\in I}A_{i}} ist ein Untermodul des Produktes.
Ist {\displaystyle a\in A_{j}}, so sei {\displaystyle \eta _{j}(a)} die folgende Abbildung aus {\displaystyle \coprod _{i\in I}A_{i}}:
{\displaystyle {\begin{aligned}\eta _{j}(a)(i)&={\begin{cases}0&\mathrm {falls} \,i\neq j\\a&{\text{falls}}\,i=j\end{cases}}\end{aligned}}}
Schreibt man die Abbildung {\displaystyle \eta _{j}(a)} als Tupel, so ist {\displaystyle \eta _{j}(a)=(\dots 0,a,0,\dots )}. An allen Stellen des Tupels steht 0 nur an der j-ten Stelle steht a.
{\displaystyle \eta _{j}\colon A_{j}\ni a\mapsto \eta _{j}(a)\in \coprod _{i\in I}A_{i}\hookrightarrow \prod _{i\in I}A_{i}} ist der einzige Homomorphismus {\displaystyle f\colon A_{j}\rightarrow \prod _{i\in I}A_{i}}, welcher folgende Bedingung erfüllt:
{\displaystyle {\begin{aligned}\pi _{i}\circ f&={\begin{cases}0&{\text{falls}}\,i\neq j\\\mathbf {1} _{A_{j}}&{\text{falls }}\,i=j\end{cases}}\end{aligned}}}
Dies ergibt sich aus der universellen Eigenschaft des Produktes.
Die {\displaystyle (\eta _{i}|i\in I)} sind alles Monomorphismen und es ist {\displaystyle \coprod _{i\in I}A_{i}=\bigoplus _{i\in I}\eta _{i}(A_{i})} die direkte Summe der {\displaystyle \eta _{i}(A_{i})} in dem Produkt der {\displaystyle A_{i}}.

### Universelle Eigenschaft des Koproduktes
Ist {\displaystyle \textstyle \coprod _{i\in I}A_{i}} das Koprodukt der Moduln {\displaystyle A_{i}} so bilden die Funktionen
{\displaystyle \eta _{i}\colon A_{i}\ni a\mapsto \eta _{i}(a)\in \coprod _{i\in I}A_{i}}
die {\displaystyle \textstyle A_{i}} monomorph nach {\displaystyle \textstyle \coprod _{i\in I}A_{i}} ab. Sie heißen Injektionen.
Das Paar {\displaystyle \textstyle (\coprod _{i\in I}A_{i},(\eta _{i},i\in I))} hat die folgende Eigenschaft:
Zu jedem Modul {\displaystyle D_{R}} und jeder Familie von Homomorphismen {\displaystyle g_{i}:A_{i}\rightarrow D} gibt es genau einen Homomorphismus {\displaystyle \textstyle g\colon \coprod _{i\in I}A_{i}\rightarrow D}, so dass {\displaystyle g\circ \eta _{i}=g_{i}} für alle {\displaystyle i\in I} gilt.
In der Kategorientheorie kennzeichnet diese universelle Eigenschaft das Koprodukt von Objekten bis auf Isomorphie, das heißt:
Ist {\displaystyle S} ein Modul und {\displaystyle q_{i}:A_{i}\rightarrow S} eine Familie von Homomorphismen und gibt es zu jedem Modul {\displaystyle D} und jeder Familie {\displaystyle g_{i}\colon S\rightarrow D} von Homomorphismen genau ein {\displaystyle g\colon S\rightarrow D} mit {\displaystyle g_{i}=g\circ q_{i}}, so ist {\displaystyle \textstyle S\cong \coprod _{i\in I}A_{i}}.
Die oben angegebene Konstruktion zusammen mit dem Nachweis der universellen Eigenschaft fasst man auch kurz so zusammen: In der Kategorie der Moduln gibt es Koprodukte.

### Koprodukt und Hom Funktor
Ist {\displaystyle q_{i}\colon A_{i}\rightarrow Q} eine Familie von Homomorphismen, so ist
{\displaystyle Q} genau dann ein Koprodukt der Familie {\displaystyle (A_{i}|i\in I)}, wenn der
Homomorphismus
{\displaystyle {\begin{aligned}Hom(Q,M)\ni f&\mapsto (f\circ q_{i})\in \prod _{i\in I}Hom(A_{i},M)\end{aligned}}}
für alle Rechtsmoduln {\displaystyle M} ein Isomorphismus ist. Insbesondere ist:
{\displaystyle {\begin{aligned}\Phi (M)\colon Hom(\bigoplus _{i\in I}A_{i},M)\ni f&\mapsto (f\circ \eta _{i})\in \prod _{i\in I}Hom(A_{i},M)\end{aligned}}}
ein {\displaystyle \Phi (M)} funktorieller Isomorphismus.

### Bezeichnungen und Beispiele
1. Meist identifiziert man die {\displaystyle \textstyle A_{i}} mit den {\displaystyle \textstyle \eta _{i}(A_{i})} in {\displaystyle \textstyle \coprod _{i\in I}A_{i}}. Dann schreibt man {\displaystyle \textstyle \bigoplus _{i\in I}A_{i}} anstelle von {\displaystyle \textstyle \coprod _{i\in I}A_{i}}. Normalerweise ist keine Verwechslung zu befürchten.
2. Ist {\displaystyle \textstyle A_{i}=A} für alle {\displaystyle \textstyle i\in I} so schreibt man {\displaystyle \textstyle A^{(I)}} anstelle von {\displaystyle \textstyle \coprod _{i\in I}A_{i}}.
3. Ist {\displaystyle \textstyle A_{i}=R} für alle {\displaystyle \textstyle i\in I}, so ist {\displaystyle \textstyle R^{(I)}} ein freier Modul. Eine Basis ist die Familie {\displaystyle \textstyle (e_{i}|i\in I)} mit {\displaystyle \textstyle e_{i}:=\eta _{i}(1)}.
4. Ist die Indexmenge {\displaystyle \textstyle I} endlich, so sind direkte Summe und direktes Produkt identisch.
5. Ist {\displaystyle E} eine endliche Teilmenge von {\displaystyle \textstyle I} und {\displaystyle \textstyle A=\oplus _{i\in E}A_{i}}, so ist {\displaystyle \textstyle A} direkter Summand in {\displaystyle \textstyle \prod _{i\in I}A_{i}}. Der Homomorphismus {\displaystyle \textstyle p=\sum _{i\in E}\eta _{i}\circ \pi _{i}\colon \prod _{i\in I}A_{i}\rightarrow \prod _{i\in I}A_{i}} erfüllt die Bedingungen {\displaystyle \textstyle p\circ p=p} und {\displaystyle \operatorname {Bi} (p)=A}. Für unendliche Mengen ist die direkte Summe normalerweise keineswegs direkter Summand im direkten Produkt. So ist {\displaystyle \textstyle \mathbb {Z} ^{(\mathbb {N} )}} kein direkter Summand in {\displaystyle \textstyle \mathbb {Z} ^{\mathbb {N} }}. Eine schwierige Frage ist: Für welche Moduln {\displaystyle \textstyle M} ist {\displaystyle \textstyle M^{(\mathbb {N} )}} direkter Summand im Produkt {\displaystyle \textstyle M^{\mathbb {N} }}? Ist beispielsweise {\displaystyle \textstyle M} halbeinfach und endlich erzeugt, so ist dies der Fall.
6. Sind {\displaystyle G,A} Rechtsmoduln, so gibt es einen eindeutig bestimmten Homomorphismus {\displaystyle \textstyle g:G^{(Hom(G,A))}\rightarrow A} mit {\displaystyle g\circ \eta _{f}=f} für alle {\displaystyle f\in Hom_{R}(G,A)}. Es ist {\displaystyle \textstyle \operatorname {Bild} (g)=\sum _{f\in Hom(G,A)}\operatorname {Bild} (f)}. Ist {\displaystyle \textstyle S=Hom_{R}(A,A)} der Endomorphismenring von {\displaystyle \textstyle A}, so ist {\displaystyle \operatorname {Bild} (g)} auf der linken Seite ein S– Untermodul von {\displaystyle _{S}A}. Ist {\displaystyle \textstyle \operatorname {Bild} (g)=A}, so erzeugt  der Modul {\displaystyle G} den Modul {\displaystyle A}. Ein Modul, der alle Rechtsmoduln erzeugt heißt Generator. Der Modul {\displaystyle \textstyle G} ist daher ein Generator, wenn es zu jedem Rechtsmodul {\displaystyle A} einen Epimorphismus {\displaystyle \textstyle G^{(I)}\rightarrow A} gibt, für eine gewisse Indexmenge {\displaystyle \textstyle I}. Da jeder Modul das epimorphe Bild eines freien Moduls ist, ist {\displaystyle \textstyle R_{R}} ein Generator.

### Zwei wichtige Sätze

#### Ein Zerlegungssatz Satz von Kaplansky
Sei {\displaystyle c} eine unendliche Kardinalzahl. Ist der Modul {\displaystyle M} direkte Summe von {\displaystyle c} erzeugbaren Untermoduln, so ist jeder direkte Summand von {\displaystyle M} direkte Summe von {\displaystyle c} erzeugbaren Untermoduln.
Der wichtigste Fall ist: Ist {\displaystyle M} direkte Summe von abzählbar erzeugten Untermoduln, so hat jeder direkte Summand diese Eigenschaft. In dieser Form hat Irving Kaplansky den Satz ursprünglich bewiesen. Daraus folgt beispielsweise, dass jeder projektive Modul direkte Summe von abzählbar erzeugten Moduln ist. Will man daher Struktursätze über projektive Moduln beweisen, so kann man sich dank Kaplansky auf abzählbar erzeugte beschränken. Jeder projektive Modul ist ja direkter Summand in einem freien Modul.

#### Der Zerlegungssatz von Krull-Remak-Schmidt-Azmaya
Seien {\displaystyle M=\oplus _{i\in I}M_{i}\cong \oplus _{j\in J}N_{j}} zwei Zerlegungen von {\displaystyle M}. Sind die Endomorphismenringe aller {\displaystyle M_{i}} lokal und sind alle {\displaystyle N_{j}} unzerlegbar, so gibt es eine Bijektion {\displaystyle \alpha \colon I\rightarrow J} mit {\displaystyle M_{i}\cong N_{\alpha (i)}} für alle {\displaystyle i\in I}.
Dieser Satz verallgemeinert viele wichtige Sätze. So zum Beispiel:
- Je zwei Basen eines Vektorraumes haben gleiche Mächtigkeit.
- Die Zerlegung eines halbeinfachen Moduls in eine direkte Summe von einfachen Moduln ist im Sinne des Satzes eindeutig.
- Der Zerlegungssatz von Satz von Krull-Remak-Schmidt für Moduln endlicher Länge.